# Heinrich Sültmann
Heinrich Bernhard August Sültmann (* 17. Oktober 1874 in Mehrin; † 3. Juli 1950 ebenda) war ein deutscher Pfarrer, Heimat- und Familienforscher sowie Sachbuchautor.

## Leben
Sültmann war Sohn des Mehriner Pfarrers Christoph Friedrich Sültmann. Nach dem Schulbesuch am Gymnasium in Stendal studierte er in Greifswald, Halle und Tübingen. Er heiratete Klara Schubert, die Tochter des Pastors in Späningen, die ihm acht Kinder gebar. Im Ersten Weltkrieg amtierte Sültmann zuletzt als Lazarettpfarrer. 
Er wurde am 1. Oktober 1902 ordiniert und war von 1902 bis zu seinem Tod 1950 Pfarrer in Mehrin, zudem zuständig für die Kirchen in Beese, Dolchau und Vienau.
Er machte sich als Heimatforscher zur Altmark einen Namen. 
Seine Veröffentlichungen werden bis heute in der Fachliteratur herangezogen.

## Veröffentlichungen
- Der Kalbesche Werder. Geschichte der Dörfer Vahrholz, Bühne, Güssefeld, Vietzen, Altmersleben, Butterhorst, Kahrstedt, Siepe, Jeetze, Plathe, Brunau, Dolchau, Vienau, Mehrin, Beese, Packebusch, Hagenau. A. Lies Verlag, Kalbe a. d. Milde, 1924.

Neuauflage: Förderverein Kirche Mehrin, Mehrin 2004, ISBN 3-00-014727-6.
- Die ersten Schrecken des 30jährigen Krieges. In: Altmärkischer Hausfreund 47 (1926), S. 49–52.
- Chronik der altmärkischen Familie Sültmann (Mellin). Aus drei Jahrhunderten. Kreisanzeiger, 1927.
- Wie unsre wendischen Vorfahren Christen wurden. In: Altmärkischer Hausfreund 49 (1928), S. 28–37
- Die Ortsnamen im Kreise Salzwedel. Altmark-Verlag, Deutsches Buchhaus, 1931. In: Wochenblatt-Schriften Folge IX. Sonderdruck aus „Unsere Altmark“ Nr. 48/1930—5/1931 Heimatbeilage zum „Salzwedeler Wochenblatt“
- Die Ortsnamen im Kreise Stendal. In: Altmärkische Heimat 6 (1932)
- Die Ortsnamen im Kreise Gardelegen In: Lieb' Heimatland 9 (1934)
- Die Ortsnamen im Kreise Osterburg. Schulz, Osterburg 1937.
- Upstal. In: 52. Jahresbericht des Altmärkischen Vereins für vaterländische Geschichte. Trommler Verlag GmbH, Salzwedel 1938, S. 33–35.